# إسم ميلفيل
إسم ميلفيل (بالإنجليزية: Esme Melville)‏ هي ممثلة أسترالية، ولدت في 23 يوليو 1918 في Norwood, South Australia ‏ في أستراليا، وتوفيت في 14 سبتمبر 2006 في ملبورن في أستراليا.

## وصلات خارجية
- إسم ميلفيل على موقع IMDb (الإنجليزية)
- إسم ميلفيل على موقع ألو سيني (الفرنسية)
- إسم ميلفيل على موقع أول موفي (الإنجليزية)
- إسم ميلفيل على موقع قاعدة بيانات الفيلم (الإنجليزية)
- إسم ميلفيل على موقع كينوبويسك (الروسية)